# Time Warner Cable

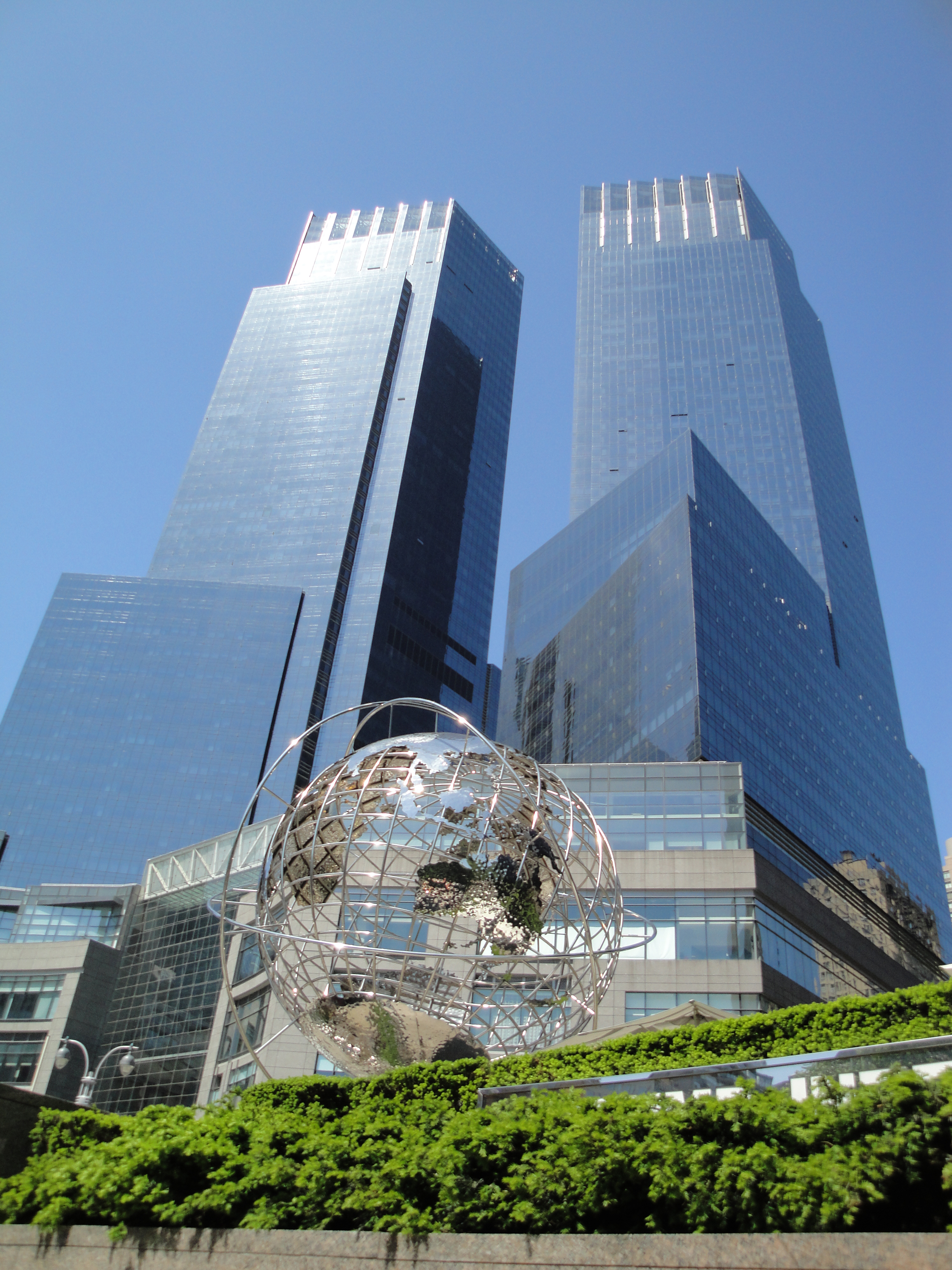
El Time Warner Center, antes sede de la compañía en la ciudad de Nueva York. Fue compartido por su homónimo, pero ahora como compañía no relacionada, Time Warner (actual Warner Bros. Discovery).

Time Warner Cable (TWC) fue una compañía estadounidense de televisión por cable. Antes de su compra por parte de Charter Communications en 2016, se clasificó como la segunda compañía de cable más grande de los Estados Unidos por los ingresos solo detrás de Comcast, que opera en 29 estados. Sus sedes estaban ubicadas en el Time Warner Center en Midtown Manhattan, Nueva York, con otras oficinas corporativas en Stamford, Connecticut; Charlotte, Carolina del Norte; y Herndon, Virginia.
Fue controlado por Warner Communications, luego por Time Warner (la compañía de producción de cine y televisión y operador de canales de cable). Esa empresa separó las operaciones de cable en marzo de 2009 como parte de una reestructuración más grande. De 2009 a 2016, Time Warner Cable fue una compañía completamente independiente, que siguió usando el nombre de Time Warner bajo la licencia de su antiguo padre (incluido el nombre de «Road Runner» para su servicio de Internet, ahora Spectrum Internet).
En 2014, la compañía fue objeto de una compra propuesta por Comcast Corporation, valorada en $45.2 mil millones; sin embargo, después de la oposición al acuerdo por parte de varios grupos, junto con los planes del gobierno de los Estados Unidos. para tratar de bloquear la fusión, Comcast canceló el acuerdo en abril de 2015. El 26 de mayo de 2015, Charter Communications anunció que adquiriría Time Warner Cable por $78.7 mil millones, junto con Bright House Networks en un acuerdo separado de $10.1 mil millones, pendiente de aprobación regulatoria.
La compra finalizó el 18 de mayo de 2016; Charter había seguido haciendo negocios como Time Warner Cable en sus mercados anteriores, pero el nombre fue cambiado y ahora opera bajo Spectrum en la mayoría de los mercados.

## Historia
Time Warner Cable se formó en 1992 con la fusión de la compañía de televisión por cable de Time Inc., American Television and Communications Corp. (las áreas de servicio que habían pertenecido a esa compañía se llamaron Time Warner Communications; desde la década de 1990, las áreas que tenían utilizaron ese nombre o se les cambió el nombre a Time Warner Cable, Bright House Networks, o se les dio a otros proveedores de cable), y Warner Cable, una división de Warner Communications, como resultado de una fusión para formar Time Warner; durante los dos años posteriores a la fusión, las compañías operaron por separado, pero bajo el nombre genérico «Time Warner Cable Group» (principalmente debido a que el 18% de ATC era de propiedad pública en ese momento); se fusionaron en una sola entidad en 1992. También incluye los restos del difunto servicio de TV, QUBE. En 1995, la compañía lanzó Southern Tier On-Line Community, un servicio de cablemódem más tarde conocido como Road Runner High Speed Online. En ese año, comenzaron unas charlas que más tarde resultaron ser la adquisición por parte de Warner de Paragon Cable. Glenn Britt (1949-2014) fue el CEO desde 2001 hasta diciembre de 2013.
Time Warner contrató a Time Warner Cable como subsidiaria hasta marzo de 2009, cuando se convirtió en una empresa independiente. Antes del spin-out, Time Warner tenía una participación del 84% en Time Warner Cable. Los accionistas que no pertenecían a Time Warner recibieron 0.083670 acciones por cada acción que ya poseían. Este movimiento convirtió a Time Warner Cable en el operador de cable más grande de los Estados Unidos, propiedad exclusiva de una sola clase de accionistas (sin supervoto de acciones).
Time Warner Cable lanzó el servicio DVR en el área de Houston en 2004. (Los sistemas de cable del área de Houston de TWC ahora son propiedad de Comcast). Cuando se lanzó por primera vez, usaba decodificadores Scientific-Atlanta con DVR.
En junio de 2009, Time Warner Cable dio a conocer un concepto conocido como «TV Everywhere», un medio para permitir el acceso multiplataforma al contenido en vivo y bajo demanda de contenido de canales de televisión que está vinculado a la suscripción de televisión del usuario.

### Venta
Se informó por primera vez en octubre de 2013 que Time Warner Cable estaba explorando una venta de la compañía, posiblemente a Charter Communications. Sin embargo, el 22 de noviembre de 2013, surgieron informes de que Comcast expresó interés en adquirir Time Warner Cable. Se dijo que ambas compañías estaban haciendo ofertas para la compañía. Charter reiteró su interés en comprar Time Warner Cable y aumentó su oferta el 14 de enero de 2014. El 12 de febrero del mismo año, se informó que Comcast había llegado a un acuerdo para adquirir TWC en un acuerdo general valorado en $ 45,200 millones, pendiente de la aprobación regulatoria.
La fusión propuesta se encontró con la oposición prominente de varios grupos, mostrando preocupaciones de que el tamaño de la compañía combinada reduciría la competencia y le daría a Comcast un nivel de control sin precedentes sobre las industrias de internet y televisión de los Estados Unidos, un mayor apalancamiento en la distribución de los contenidos de NBCUniversal, obstaculizar los servicios de derivación, y conducir a precios más altos por sus servicios. En abril de 2015, se informó que el Departamento de Justicia de EE. UU. se preparaba para presentar una demanda antimonopolio contra las empresas en un intento por detener la fusión, principalmente porque la empresa fusionada habría controlado el 57 por ciento de la capacidad de banda ancha del país. El 24 de abril de 2015, Comcast anunció oficialmente que canceló la fusión.
El 25 de mayo de 2015, Bloomberg News informó que Charter estaba «cerca» de un acuerdo para adquirir TWC por $195 por acción. Charter participó en la fusión de Comcast / TWC, ya que las compañías planeaban desprenderse de alrededor de 4 millones de suscriptores de Charter con el fin de reducir la cuota del mercado de la compañía combinada a un nivel aceptable. Al día siguiente, Charter anunció oficialmente su intención de adquirir Time Warner Cable en un acuerdo valuado en $78.7 mil millones, y confirmó que también continuaría con su propuesta de $10.1 mil millones de adquisición de Bright House Networks. El acuerdo estaba sujeto a una aprobación regulatoria, aunque debido al tamaño relativamente más pequeño de las compañías y sus tenencias de medios, se esperaba que el acuerdo enfrentara menos resistencia que la fusión de Comcast / TWC.
La adquisición se completó el 18 de mayo de 2016. La marca Time Warner Cable fue reemplazada por Spectrum, la marca utilizada por Charter para comercializar sus servicios.

## Servicios residenciales
A partir del segundo trimestre de 2009, había 14,6 millones de suscriptores de cable básico, 8,8 millones de suscriptores de cable digital, 8,7 millones de suscriptores residenciales de Road Runner, 2,5 millones de suscriptores de DVR y 4,5 millones de suscriptores residenciales de teléfono digital, lo que lo convierte en el quinto proveedor de telefonía fija en los Estados Unidos.

## Servicios empresariales
A partir de 2013, la división comercial de Time Warner Cable tuvo la segunda empresa comercial más grande por ingresos (de los proveedores de cable que ofrecen servicios comerciales), con $ 1.7 mil millones en ingresos a partir del tercer trimestre de 2013. Los ingresos totales para 2012 fueron de $ 1.9 mil millones.

## Los derechos del nombre

### Actual

#### Arena
El Spectrum Center, anteriormente conocido como Time Warner Cable Arena, está ubicado en Charlotte, Carolina del Norte, y es el estadio de los Charlotte Hornets de la NBA. En abril de 2008, los entonces Bobcats llegaron a un acuerdo de derechos de nombre con Time Warner Cable, el principal proveedor de televisión por cable del área de Charlotte; la arena fue nombrada por el proveedor de cable a cambio del lanzamiento de los derechos de televisión del equipo, que había sido propiedad de la televisión propiedad de TWC, Carolinas Sports Entertainment Television, que no logró encontrar mucha cobertura de cable en el mercado de Charlotte fuera de los sistemas de Time Warner, se apagaron después de un año, y luego News 14 Carolina, que se limitó a solo el lado del mercado de Carolina del Norte, hasta que se hizo el acuerdo de derechos de denominación de la arena. El equipo se mudó a la nueva suboferta de Fox Sports South, Fox Sports Carolinas y SportSouth (ahora Fox Sports Southeast) con la temporada 2008-09, lo que permite la cobertura a través de las Carolinas. Poco después de ser adquirida por Charter, la arena pasó a llamarse Spectrum Center.

### Antiguo

#### Fox Cities Stadium
El 9 de marzo de 2007, Time Warner Cable, que presta servicios en el área noreste de Wisconsin, firmó un contrato de derechos de denominación por 10 años. Es el campo de los Wisconsin Timber Rattlers, un equipo local de béisbol de ligas menores de Midwest League y afiliado a Milwaukee Brewers, con sede en Grand Chute, un suburbio de Appleton. El equipo y Time Warner Cable acordaron mutuamente en finalizar el acuerdo de derechos después de la temporada de 2013, y el lugar ahora se conoce como Neuroscience Group Field en Fox Cities Stadium, llamado así por una práctica local de neurología.

## Adquisiciones

### Adelphia
Encima julio 31, 2007, Tiempo Warner Cable y Comcast completó un trato para adquirir prácticamente todo de Adelphia ventajas para $17 mil millones. Tiempo Warner el cable obtuvo 3.3 millones de Adelphia suscriptores, un 29 aumento de porcentaje, mientras Comcast obtuvo casi 1.7 millones de suscriptores. Adelphia Los accionistas recibieron 16% de Cronometrar Warner Cable. Tiempo Warner el cable fue febrero eficaz público 13, 2007, y la compañía empezó comerciar en la Bolsa de Nueva York encima Marcha 1, 2007.
Además de Adelphia ser de cobertura dividió arriba, Tiempo Warner Cable y Comcast intercambio apalabrado también algunos de sus suscriptores propios para consolidar regiones claves. Un ejemplo de este es el mercado de Los Ángeles, el cual era mayoritariamente cubierto por Comcast y Adelphia (y algunas áreas de la región ya servida por TWC), es ahora debajo Cronometrar Warner Cable. Filadelfia había sido partida entre Tiempo Warner y Comcast, con la mayoría de suscriptores de cable que pertenecen a Comcast. Tiempo Warner los suscriptores en Filadelfia eran swapped con Comcast en tempranos 2007. De modo parecido, el área de Houston, el cual era debajo Cronometrar Warner, era swapped a Comcast, mientras el Dallas metro el área estuvo cambiada para Cronometrar Warner (RR). En las Ciudades de Gemelo, Minneapolis era Tiempo Warner y Santo Paul era Comcast. Aquel mercado entero es ahora Comcast.

### NaviSite
Tiempo Warner el cable adquirió NaviSite (NAVI), una compañía que proporciona nube y hosting servicios, encima febrero 1, 2011 para $230 millones, aproximadamente equiparando a $5.50 por participación.

### Comunicaciones de idea
Encima agosto 13, 2011, Tiempo Warner el cable anunció su compra de Comunicaciones de Idea para $3 mil millones adquiriendo los 760,000 suscriptores de la idea nationwide. La fusión estuvo completada febrero 29, 2012, y tan de junio 2013 todo de Comunicaciones de Idea estuvo absorbido a Cronometrar Warner Cable.

### DukeNet Comunicaciones
Encima octubre 7, 2013, Tiempo Warner el cable anunció que lo ha apalabrado adquiere DukeNet Comunicaciones LLC para $600 millones. DukeNet Proporciona dato y alto-servicios de ancho de banda de la capacidad a transportista inalámbrico, centro de dato, gobierno, y clientes de empresa en el Al sureste.

## Avance/Newhouse y Tiempo Warner (Redes de Casa Brillante giran fuera)
Algunos de los grupos de sistema de cable regionales operaron por Cronometrar Warner el cable está poseído por el Tiempo Warner Diversión @– Adelantar/Newhouse Sociedad (TWEAN). En 2002, Avance/Newhouse Comunicaciones, infelices con algunos de las políticas operativas de Cronometrar Warner Cable en el Tiempo de AOL Warner era, forzó una reestructuración del TWEAN sociedad tal aquel Avance/Newhouse activamente dirigiría y operar una porción del cable conjuntamente poseído los sistemas iguales a su porcentaje de equidad. Bajo este arreglo, Avance/Newhouse disfruta el procede de su activamente dirigió sistemas más que sencillamente un porcentaje de los ingresos totales de la sociedad. La mayoría del afectó los sistemas son en el Tampa y Orlando mercados bajo la marca de Redes de Casa Brillante.
Si las transacciones propusieron por la carta está aprobada, TWC y Redes de Casa Brillante serán absorbidas a Carta.

## Aventura con Sprint Nextel
En tardío 2005, TWC y muchos otras compañías de cable formaron una aventura con Sprint Nextel. Esta aventura de junta habilita TWC clientes para recibir un llenos suite de productos, enlazando en-casa y fuera-de-diversión de casa, información, y servicios de comunicaciones. Todo de este estuvo incluido en el Juego "Triple nuevo en el Ir", similar al Juego Triple[habla] pero una adición de servicios nuevos a través de Sprint Nextel.

## Controversias

### Ancho de banda metering
En Beaumont, Texas, durante 2008, Time Warner Cable empezó probar tier-basado metered el dato pnea que eficazmente clientes colocados a una jerarquía de tasar basada en la cantidad de datos que utilizaron, [la aclaración necesitada]. En 2009, Tiempo Warner el cable anunció que las ciudades adicionales que incluyen Rochester, Nueva York devendrá sitios de prueba adicional. En particular en Rochester los grupos han formado para parar TWC. Muchos agrupa incluir Parón TWC y Parar La Gorra actualmente está trabajando a oppose estos esfuerzos. Encima abril 7, 2009, entonces Congresista de EE.UU. Eric Massa llamó puntualmente Warner para eliminar su gorra de Internet de banda ancha.

### Intrusión de señal y transmisión accidental de pornografía
Encima Marcha 16, 2010, Time Warner la transmisión del cable de sus Niños encima Demanda y Niños Pre-Escolares encima canales de Demanda en los sistemas en Carolina del Norte oriental estuvo interrumpido por programas del canal de paga para adultos adulto playboy TV para aproximadamente dos horas entre 6:15 a.m. y 8:15 a.m./EDT, en qué un grupo de las mujeres desnudas habladas y posados en una manera sexualmente sugestiva. Esta exhibición accidental había afectado suscripciones de cable digital warner en cuatro ciudades en el grupo de Carolina del Norte oriental del sistema, mientras otras áreas mostraron una pantalla negra. Un Tiempo Después Warner el portavoz dijo en una declaración a Raleigh CBS afiliar WRAL, "fue un fallo técnico que causó los preestrenos incorrectos para ser mostrados en nuestros niños' encima-canales de demanda. Desafortunadamente lo pegado en el tiempo posible peor en los canales posibles peores." Un Tiempo Warner el ejecutivo dijo procedimientos de control normal no tomaron efecto porque el glitch afectó sólo unas cuantas áreas.

## Grupos de cable
- Grupo de Costa del oeste
  - California @– Barstow, Ciudades de Desierto, Condado Naranja, Los Ángeles, San Bernardino, San Diego
  - Hawái (operando Tiempo tan Oceánico Warner Cable)
- Midwest Grupo
  - Kansas @– Ciudad de Kansas, Overland Parque, Olathe, Shawnee
  - Misuri @– Ciudad de Kansas, Independencia, la cumbre de Lee
  - Nebraska
  - Ohio @– Akron, Bowling Baltimore/Del norte Verde, Lado, Cincinnati, Cleveland, Colón, Dayton, Findlay/Lima, y Youngstown
  - Kentucky @– Lexington, Louisville, Kentucky Del norte, Ashland
  - Pensilvania @– Erie Condado, Sharon, Franklin
  - Wisconsin @– Bahía Verde y Milwaukee
- Grupo de nordeste
  - Maine
  - Nuevo Hampshire @– Berlín, Keene
  - Massachusetts @– Athol, Pittsfield
  - Upstate Nueva York
- El grupo de Carolinas
  - Carolina del Norte @– Charlotte, Raleigh, Greensboro, y Wilmington
  - Carolina del Sur @– Columbia, Sumter, Florence, Summerville, Hilton Cabeza y Myrtle Playa.
- Grupo de Nueva York
  - New Jersey @– Bergen Condado, Hudson Condado
  - Nueva York @– Ciudad de Nueva York (Manhattan, Reinas, Staten Isla, la mayoría de Brooklyn occidental); Monte Vernon (Westchester Condado, el resto de condado es Cablevision)
- Grupo de Texas
  - Texas @– Arlington, Austin, Beaumont/Puerto Arthur, Corpus Christi, Dallas, El Paso, Harlingen, Killeen/Templo, Laredo, Rio Grande Valle, San Antonio, Waco, y Wichita Caídas
    - coincidentally, el Irving-Grapevine-Coppell-Lewisville el grupo había sido debajo Cronometrar Warner el control del cable a adquisición de Paragon Cable. Esto era con anterioridad a la absorción llena de Banda ancha de AT&T de aquel grupo.
- No en un grupo (Nacional)
  - Alabama @– Dothan, Empresa
  - Arizona @– Yuma
  - California @– El Centro
  - Colorado @– Gunnison, Telluride
  - Idaho @– Coeur d'Alene, Moscú
  - Indiana @– Terre Haute
  - Virginia
  - Washington @– Pullman
  - Virginia Occidental @– Clarksburg

## Divisiones
Tiempo Warner las divisiones del cable, de sitio web oficial:

### Región del oeste
- PAC Región del oeste
  - Tiempo oceánico Warner Cable (Hawái)
  - Tiempo Warner Ciudades de Desierto del Cable
  - Tiempo Warner San Diego de Cable
  - Tiempo Warner Cable California Del sur (SoCal)
- Midwest Región
  - Tiempo Warner Ciudad de Kansas del Cable
  - Tiempo Warner Nebraska de Cable
  - Tiempo Warner Nordeste de Cable Ohio & Pensilvania Occidental (Akron, Lado, Cleveland & Youngstown; Erie Condado & Sharon, PA)
  - Tiempo Warner Cable Mid-Ohio (Colón)
  - Tiempo Warner Suroeste de Cable Ohio (Dayton; Cincinnati; Lexington, KY; Louisville, KY; Terre Haute, EN; Clarksburg, WV)
  - Tiempo Warner Wisconsin de Cable (Milwaukee & Bahía Verde)
- Región de Texas
- Tiempo Warner el cable Nacional (no-clustered sistemas)

### Región del este
- Región de nordeste
  - Tiempo Warner Cable Albany
  - Tiempo Warner #Búfalo de Cable
  - Tiempo Warner Cable Rochester
  - Tiempo Warner Cable Nueva York Central / Syracuse
  - Tiempo Warner Cable Inglaterra Nueva
  - Tiempo Warner Ciudad de Nueva York del Cable
- Región de Carolinas
  - Tiempo Warner Cable Charlotte
  - Tiempo Warner Cable Greensboro
  - Tiempo Warner Cable Carolina Oriental
  - Tiempo Warner Cable Raleigh
  - Tiempo Warner Carolina del Sur de Cable (Columbia)
  - Tiempo Warner Cable Fayetteville/Sandhills

- Tiempo Warner Cable Houma
- Tiempo Warner Houston de Cable
- Tiempo Warner Ciudad de Lago del Cable/Roble Vivo
- Tiempo Warner Cable Mid-Del sur (Memphis, TN, AR, y SEÑORA)
- Tiempo Warner Minnesota de Cable
- Tiempo Warner Cable Shreveport
- Tiempo Warner Cable St. Augustine/Palatka
- Tiempo Warner Coral de Cabo del Cable/Nápoles

Divisiones que devenía Redes de Casa Brillante
- Tiempo Warner Cable Florida Central[la cita necesitada][cita requerida]
- Tiempo Warner Cable Tampa Bahía

## Rankings
El Índice de Satisfacción de Cliente americano (ACSI) ranked Tiempo Warner Cable cuando uno del menos gustó compañías en plazos de satisfacción de cliente en 2011, 2012, 2013, y 2014.